# 2007年8月體育
| 2007年體育： | ← \| 1月 \| 2月 \| 3月 \| 4月 \| 5月 \| 6月 \| 7月 \| 8月 \| 9月 \| 10月 \| 11月 \| 12月 \| → |
|              |                                                                                               |

## 8月26日
- 荷蘭女排在中國寧波舉行的2007年世界女排大獎賽總決賽中，以五戰全勝成績首奪冠軍。

## 8月22日
- 巴西中場艾馬臣（艾馬臣·費雷拉·達羅薩）正式由皇家馬德里轉會加盟AC米蘭，轉會費為500萬歐元。

## 8月7日
- 貝瑞·邦茲在面對華盛頓國民的比賽中擊出生涯第756號全壘打，超越漢克·阿倫成為美國職棒大聯盟生涯最多全壘打紀錄保持人。MLB（页面存档备份，存于）

## 8月4日
- 艾力士·羅德里奎茲在面對堪薩斯市皇家的比賽中擊出生涯第500支全壘打，成為美國職棒大聯盟最年輕的擊出500支全壘打的打者（32歲又8天）。MLB（页面存档备份，存于）自由時報
- 貝瑞·邦茲在面對聖地牙哥教士的比賽中擊出生涯第755支全壘打，追平由漢克·阿倫所保持的美國職棒大聯盟生涯全壘打紀錄。MLB（页面存档备份，存于）